# 函数列表
数学中的许多函数或函数族是非常重要的，这些函数具有他们特定的名称。有大量关于特殊函数的理论是由统计学和数学物理发展而来的。

## 初等函数
初等函数是由基本运算（例如，加减乘除，指数，对数）构成的函数。

### 代数函数
代数函数：能够表示为多项式方程的函数
- 多项式：能够表示为变量的加减和乘。
  - 线性函数：图像为直线的函數，可分為兩類：
    - 零次函数（常數函數）：零次多项式，图像为水平线。
    - 一次函数：一次多项式，图像为斜直线。

  - 二次函数：二元二次多项式，图像为圆锥曲线。
  - 三次函数
  - 四次函数
  - 五次函数
- 有理函数：两个多项式函数的比。
- 开方
  - 平方根
  - 立方根

### 基本超越函数
非代数函数即为超越函数。
- 指数函数
- 双曲函数：形式上相似于三角函数。
- 对数函数：指数函数的反函数；用于求解指数方程。
  - 自然对数
  - 常用对数
  - 二进对数
- 非有理次幂的幂函数：

- 周期函数
  - 三角函数：正弦、余弦、正切等；主要用于几何学和描述周期现象。参阅古德曼函数。
  - 锯齿波
  - 方波
  - 三角波

## 特殊函数

### 基本特殊函数
- 指示函数：将{\displaystyle x}映射为{\displaystyle 1}或{\displaystyle 0}，当{\displaystyle x}属于某个集合时映射为{\displaystyle 1}，否则为{\displaystyle 0}。

- 阶跃函数。
  - 取整函数
  - 单位阶跃函数：对于负数，返回{\displaystyle 0}；对于正数，返回{\displaystyle 1}。狄拉克δ函数的不定积分。
  - 符号函数：返回数的符号，如{\displaystyle +1}、{\displaystyle -1}或{\displaystyle 0}。
- 绝对值函数：为某点到原点的距离。即{\displaystyle f\left(x\right)=\left|x\right|={\sqrt {x^{2}}}}。

### 数论函数
- 除数函数
- 欧拉函数
- 素数计数函数
- 分割函数

### 基本函数的不定积分
- 对数积分函数
- 指数积分函数
  - 互补指数积分函数
- 三角积分函数
  - 正弦积分函数
  - 余弦积分函数
  - 双曲正弦积分函数
  - 双曲余弦积分函数
- 误差函数
  - 菲涅耳积分
  - 道森积分

### Γ函数及相关函数
- Γ函数
- 双Γ函数，多Γ函数
- 不完全Γ函数
- 巴尼斯G函数
- Β函数
- 不完全Β函数
- K函数
- 多变量Γ函数（英语：Multivariate gamma function）
- 司徒頓t分布

### 椭圆函数及相关函数
- 椭圆积分
  - 勒让德形式（英语：Legendre form）
  - Carlson形式（英语：Carlson symmetric form）
- 椭圆函数
  - 雅可比椭圆函数
  - 魏尔斯特拉斯椭圆函数
- Θ函数
  - 拉马努金Θ函数
- 模形式与之密切相关，包括
  - j不变量（英语：j-invariant）
  - 戴德金η函数

### 贝塞尔函数及相关函数
- 贝塞尔函数
- Bessel-Clifford函數（英语：Bessel-Clifford function）
- 艾里函数
- 斯科惹函数
- Sinc函数
- 勒让德多项式
- 埃尔米特多项式
- 切比雪夫多项式

### 黎曼ζ函数及相关函数
- 黎曼ζ函数
- 狄利克雷η函数
- 狄利克雷L函数
- 赫尔维茨ζ函数
- 勒让德χ函数（英语：Legendre chi function）
- 勒奇超越函数
- 多重对数函数及相关函数
  - 不完全多重对数函数（英语：Incomplete polylogarithm）
  - 克劳森函数
  - 完全费米—狄拉克积分
  - 不完全费米—狄拉克积分（英语：Incomplete_Fermi–Dirac integral）
  - 库末函数（英语：Kummer%27s function）
  - 斯盆司函数
- Riesz函數（英语：Riesz function）

### 超几何函数及相关函数
- 合流超几何函数
- 超几何函数
- 广义超几何函数
- 阿佩尔超几何函数
- 嫪丽切拉函数
- Kampé de Fériet函数
- 连带勒让德多项式
- Meijer G-函数

### 迭代指数函数及相关函数
- 超运算
- 迭代对数
- 朗伯W函数

### 其它标准特殊函数
- 狄利克雷λ函数
- 刘维尔函数
- 冯·曼戈尔特函数
- 拉梅函数
- 马丢函数
- 模λ函数
- 米塔-列夫勒函数
- 潘勒韦超越函数（英语：Painlevé transcendents）
- 抛物柱面函数
- 同步函数（英语：Synchrotron function）
- 算术-几何平均数

### 其它函数
- 阿克曼函数
- 狄拉克δ函数
- 狄利克雷函数
- 克罗内克函数
- 闵可夫斯基问号（英语：Minkowski's question mark function）
- 魏尔斯特拉斯函数